# Lucy Kemp-Welch
Lucy Elizabeth Kemp-Welch (Bournemouth, 20 de junio de 1869 - Watford, 27 de noviembre de 1958) fue una pintora y profesora británica especializada en pintar caballos de trabajo. Es conocida fundamentalmente por las pinturas de caballos en el servicio militar que realizó durante la Primera Guerra Mundial y por sus ilustraciones para la edición de 1915 de la novela Azabache de Anna Sewell.

## Biografía
Kemp-Welch nació en Bournemouth, siendo la hija mayor del abogado Edwin Buckland Kemp-Welch. Muy pronto mostró gran talento para el arte y expuso por primera vez cuando tenía tan solo 14 años. Después de asistir a una escuela de arte local, en 1891 ella y su hermana menor Edith se mudaron a Bushey para estudiar en la escuela de arte de Hubert von Herkomer. Siendo una de las mejores y más favorecidas estudiantes de Herkomer, pudo montar su propio estudio en una antigua posada conocida como 'Kingsley'. En su momento, Kemp-Welch asumió la dirección de la Escuela Herkomer a partir de 1905 y la dirigió hasta 1926, primero como la Escuela de Pintura Bushey y luego, después de trasladarla a su propia casa, como la Escuela de Pintura Animal Kemp-Welch. Desde 1928, la escuela fue dirigida por la ex asistente de Kemp-Welch, Marguerite Frobisher, como la Escuela de Arte Frobisher. Cuando todavía era estudiante, una de sus pinturas, Gypsy Drovers taking horses to a fair se exhibió en la Royal Academy en 1895. Kemp-Welch recibió mayor reconocimiento público en 1897 cuando su pintura Colt-Hunting in the New Forest también se expuso en la Royal Academy. La pintura fue comprada por Chantrey Bequest por 500 guineas y ahora se encuentra en la colección nacional británica de la Tate. En total, a lo largo de su carrera, Kemp-Welch exhibió 61 pinturas en la Royal Academy.
En 1914 Kemp-Welch se convirtió en presidenta de la Sociedad de Pintores de Animales. En 1915 proporcionó ilustraciones para una edición de Azabache de Anna Sewell y utilizó el caballo Black Prince de Robert Baden-Powell como modelo. Anteriormente había ilustrado Round About, A Brighton Coach Office de ME King en 1896 y The Marking of Mathias en 1897. Además de cuadros de caballos, Kemp-Welch pintó otros animales, flores y paisajes. También pintó al menos dos escenas de la guerra de los bóeres, In Sight ':Lord Dundonald’s dash on Ladysmith, 1901, (Royal Albert Memorial Museum, Exeter) y Sons of the City (colección privada). Ambos presentaban caballos en acción militar y le llevaron a varios encargos importantes durante la Primera Guerra Mundial.

### Primera Guerra Mundial

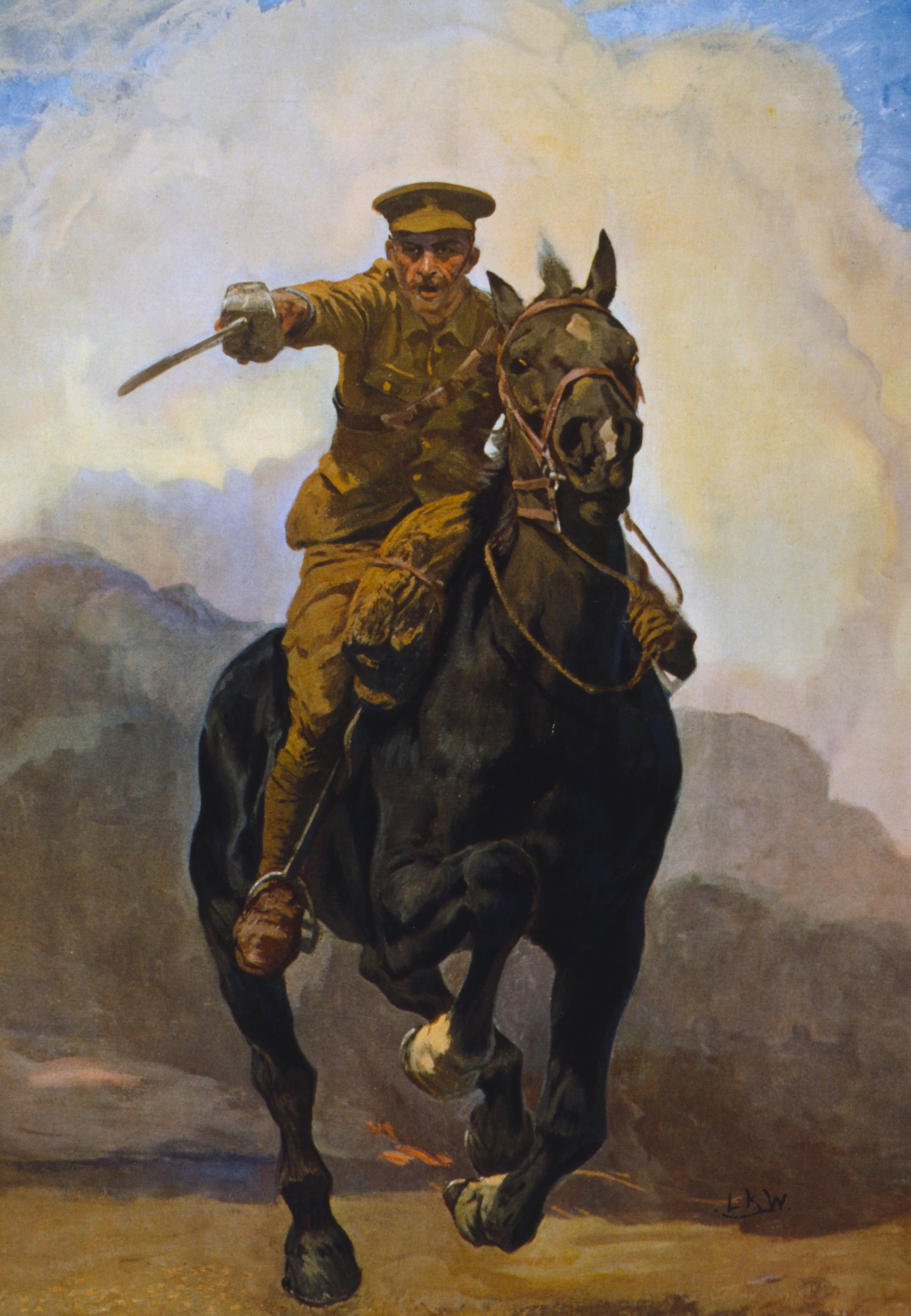
Imagen para Forward! Forward to victory Enlist now (1914)

En diciembre de 1914, el Comité de Reclutamiento del Parlamento británico contrató a Kemp-Welch para pintar la imagen del famoso cartel de reclutamiento del ejército, Forward! Forward to Victory Enlist Now que firmó, 'LKW 1914'.
Durante la Primera Guerra Mundial, las mujeres eran empleadas en Army Remount Depots para entrenar y preparar caballos para el servicio militar. Kemp-Welch recibió el encargo de la Sección de Trabajo de Mujeres del Museo Imperial de la Guerra para pintar una escena en el depósito más grande de este tipo, uno atendido exclusivamente por mujeres, en Russley Park en Wiltshire. Las autoridades del Museo no estaban contentas con la pintura, The Ladies Army Remount Depot, Russley Park, Wiltshire, que Kemp-Welch presentó la primera vez, pero estaban al tanto de una composición más amplia y mucho mejor sobre el mismo tema que ella había pintado y que tenía la intención de vender a un cliente particular por £ 1,000. Kemp-Welch estuvo de acuerdo en que la segunda pintura, The Straw-Ride-Russley Park, Remount Dep't Wiltshire, era la mejor de las dos y acordó venderla al IWM para liquidar su comisión. Sin embargo, no pudo acordar una tarifa con la Sección de Trabajo para Mujeres y, después de largas discusiones, la donó sin cargo al Museo.
En 1916, Kemp-Welch solicitó y obtuvo permiso para visitar el campamento de artillería de campo real en Bulford en la llanura de Salisbury. El oficial al mando del campamento permitió a Kemp-Welch instalar un caballete mientras ocho baterías de artillería a caballo se dirigían continuamente hacia ella para que pudiera dibujar los equipos de caballos en movimiento de cerca. Estos bocetos dieron como resultado dos grandes obras, The Leaders of a Heavy Gun Team, ahora en la Royal Artillery Institution, y Forward the Horses. Estas pinturas se exhibieron en la Royal Academy en 1917 y Forward the Horses fue comprada por Chantrey Bequest para la Tate. Aunque eran imágenes populares en ese momento, estas pinturas no están exentas de críticas, ya que proporcionaban una visión heroica de la guerra, pero en contra del papel reducido de la artillería a caballo en un conflicto cada vez más mecanizado.
Además del Bulford Camp, Kemp-Welch también realizó estudios en varios otros campamentos de artillería real, en particular varios en Hampshire, cerca de Winchester.Las imágenes resultantes incluyeron Big Guns to the Front, una imagen de caballos de condado tirando de armas a través de un paisaje nevado, que fue mostrada con gran éxito en la Royal Academy en 1918 y fue comprada para el Museo Nacional de Gales en Cardiff en 1921.
En 1924, para el Royal Exchange, Kemp-Welch diseñó y completó un gran panel que conmemoraba el trabajo de las mujeres durante la Primera Guerra Mundial. A partir de 1926 se centró en representar escenas de la vida gitana y circense y pasó varios veranos siguiendo el Circo de Sanger, grabando los caballos.
Residió en Bushey, Hertfordshire durante la mayor parte de su vida y una importante colección de sus obras se encuentra en el Museo Bushey. Incluyen pinturas muy grandes de ponis salvajes en Exmoor, ponis de polo al galope, el último bote salvavidas lanzado por un caballo que fue arrastrado a un mar hirviendo, caballos pesados que trabajan tirando madera talada y caballos de granja que trabajan duro que regresan a casa al final del día. La finca de Lucy Kemp-Welch ha estado representada por Messum's Fine Art desde 1975.
Su hermana menor Edith, que murió en 1941, también era artista igual que su prima Margaret Kemp-Welch (1874-1968). Al igual que su hermana, Edith Kemp-Welch también produjo un cartel para la propaganda bélica británica, una imagen de Britannia con el lema "Recuerda Scarborough".
Kemp-Welch falleció en la localidad británica de Watford el 27 de noviembre de 1958, a la edad de 89 años.

## Galería

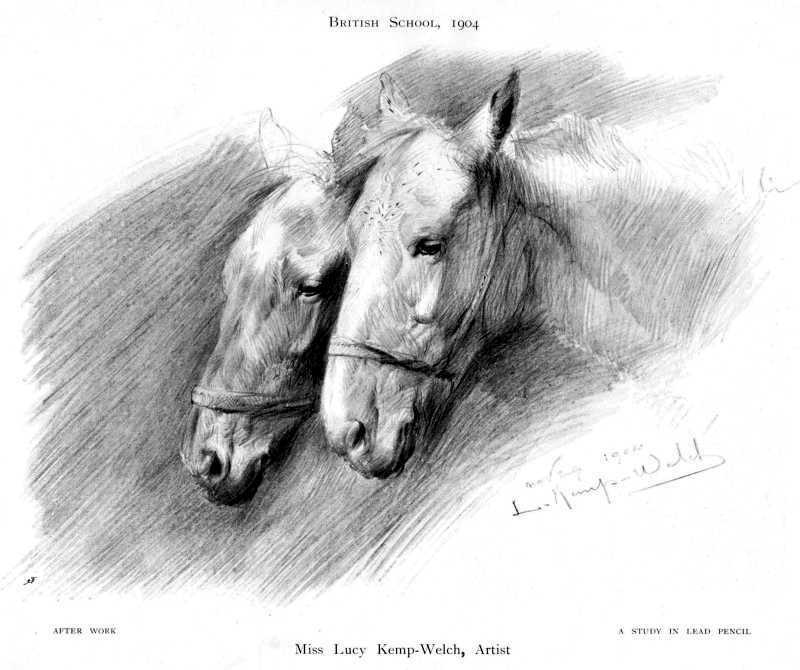
Study in lead pencil
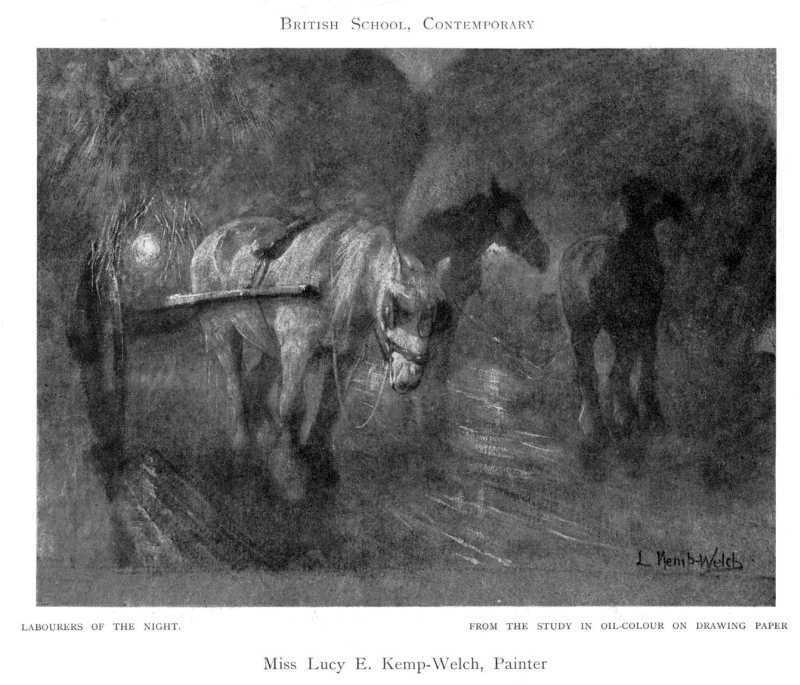
Labourers of the Night
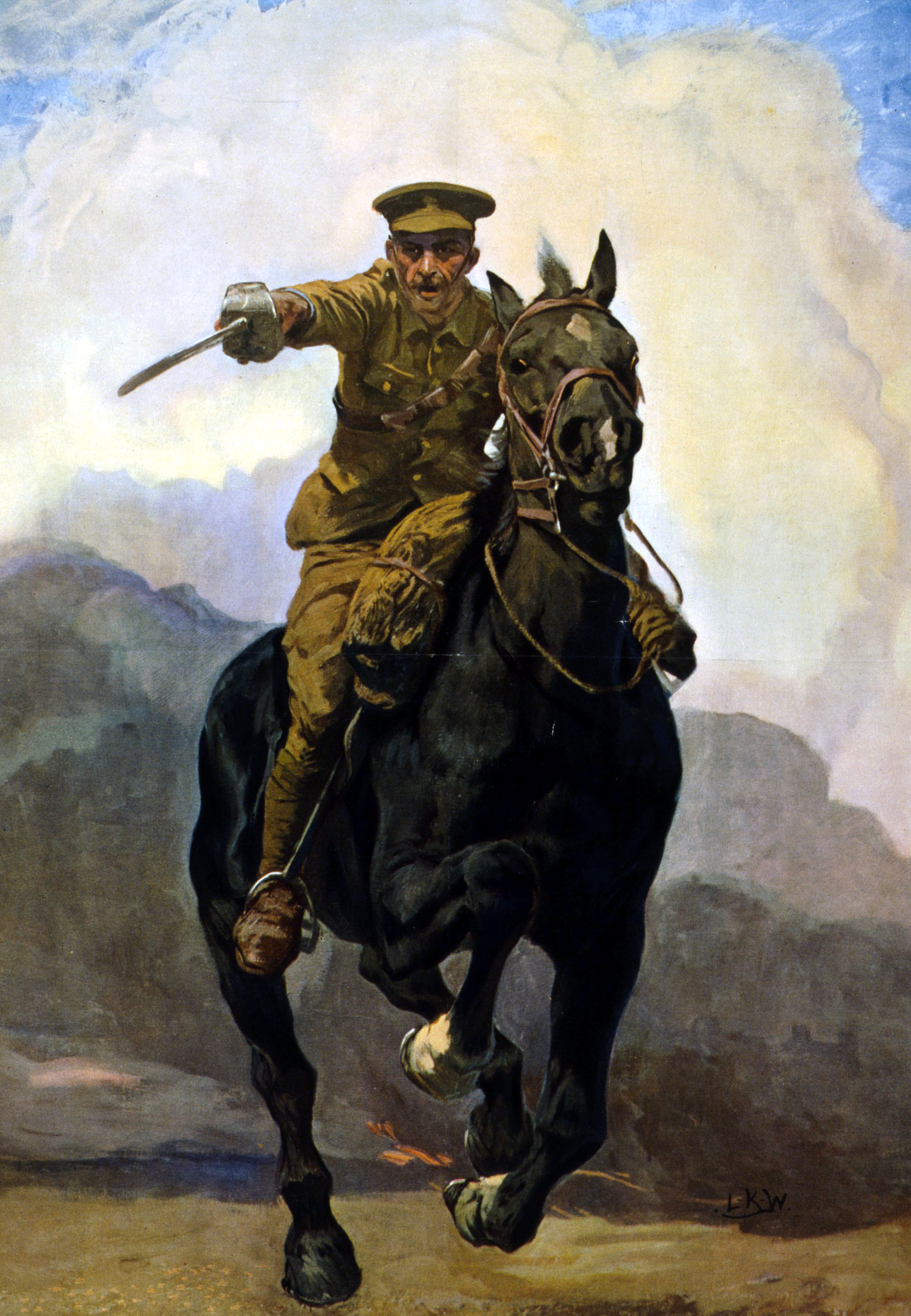
Forward Enlist now 1915
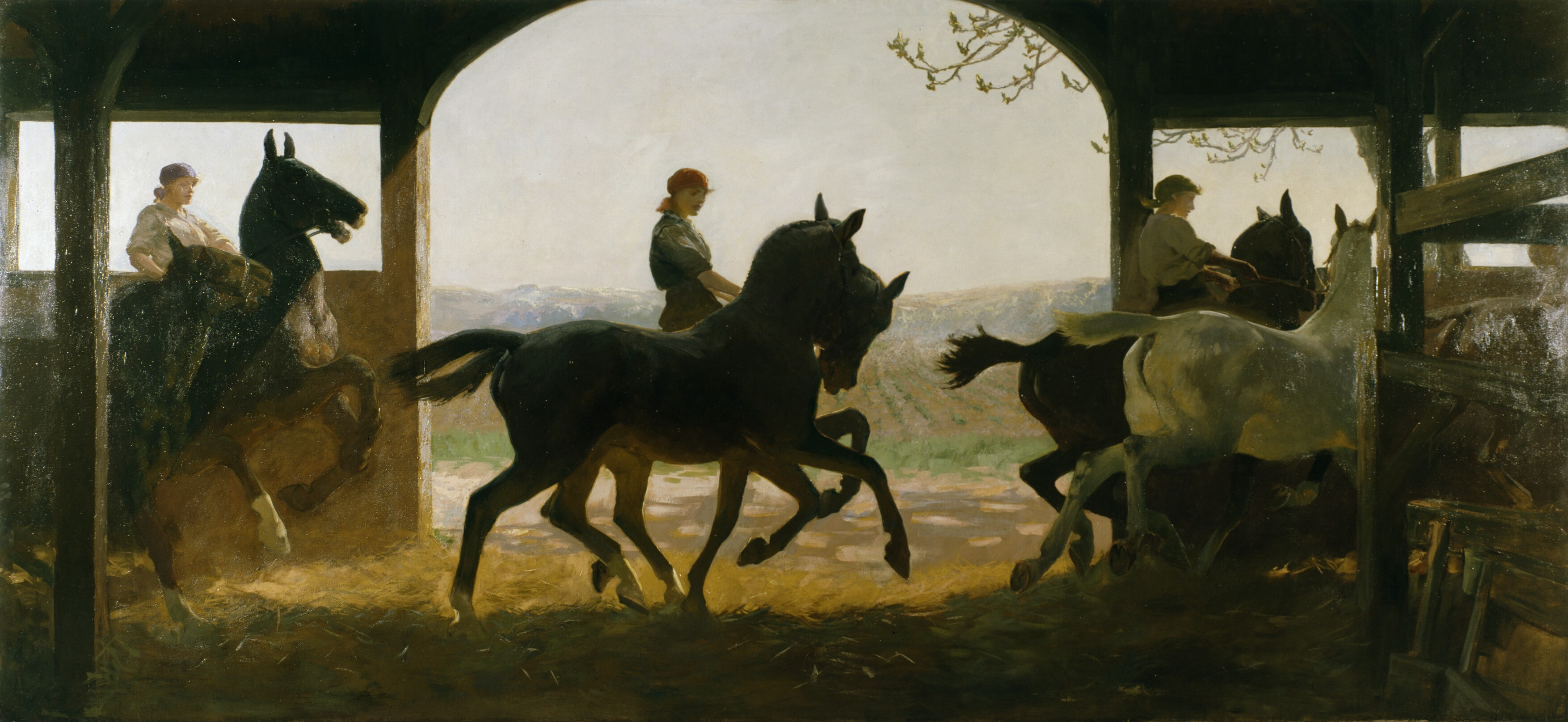
The Straw Ride- Russley Park Remount Dep't, Wiltshire
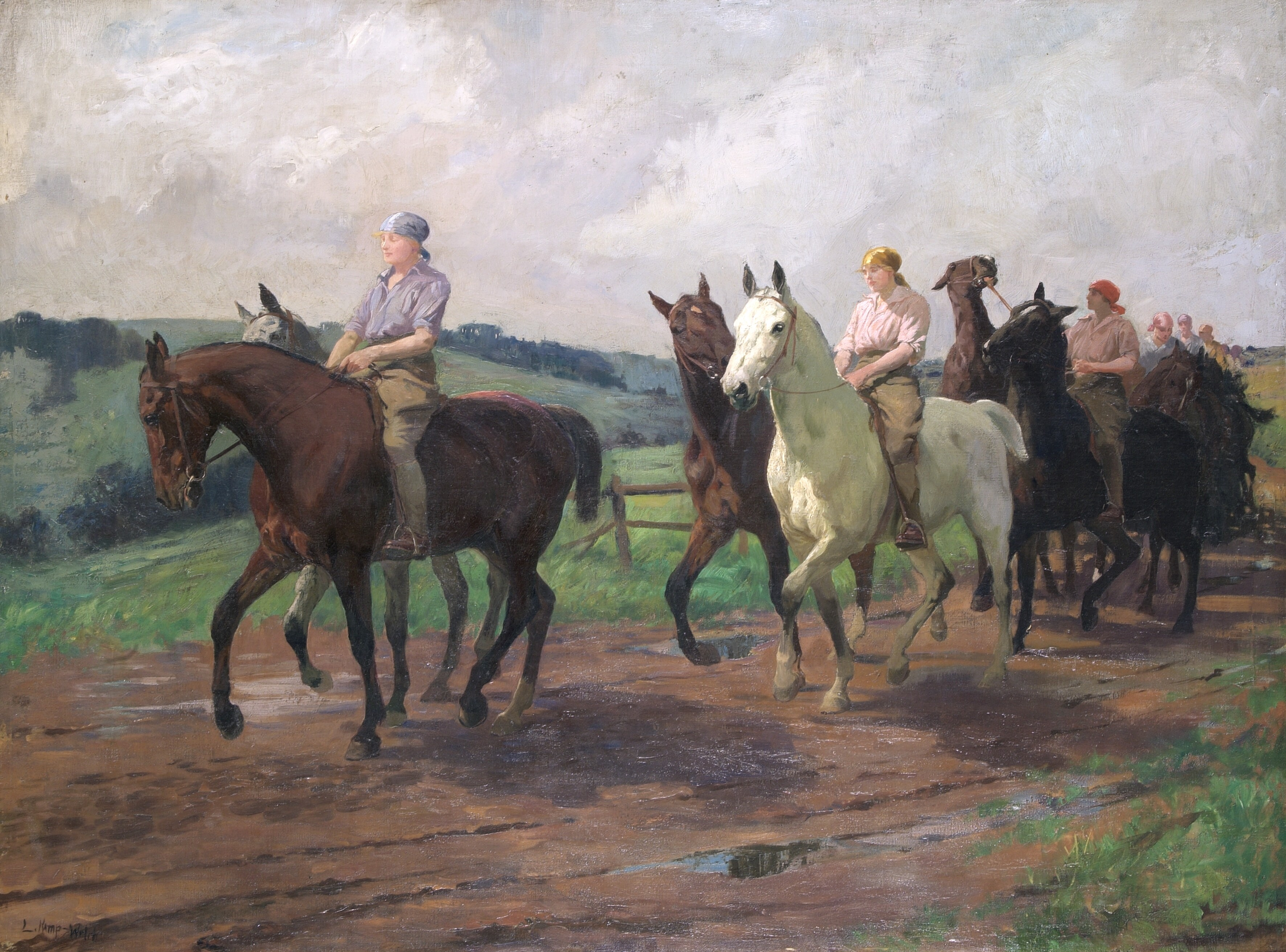
The Ladies' Army Remount Dep't, Russley Park, Wiltshire, 1918